# San Luca a Via Prenestina

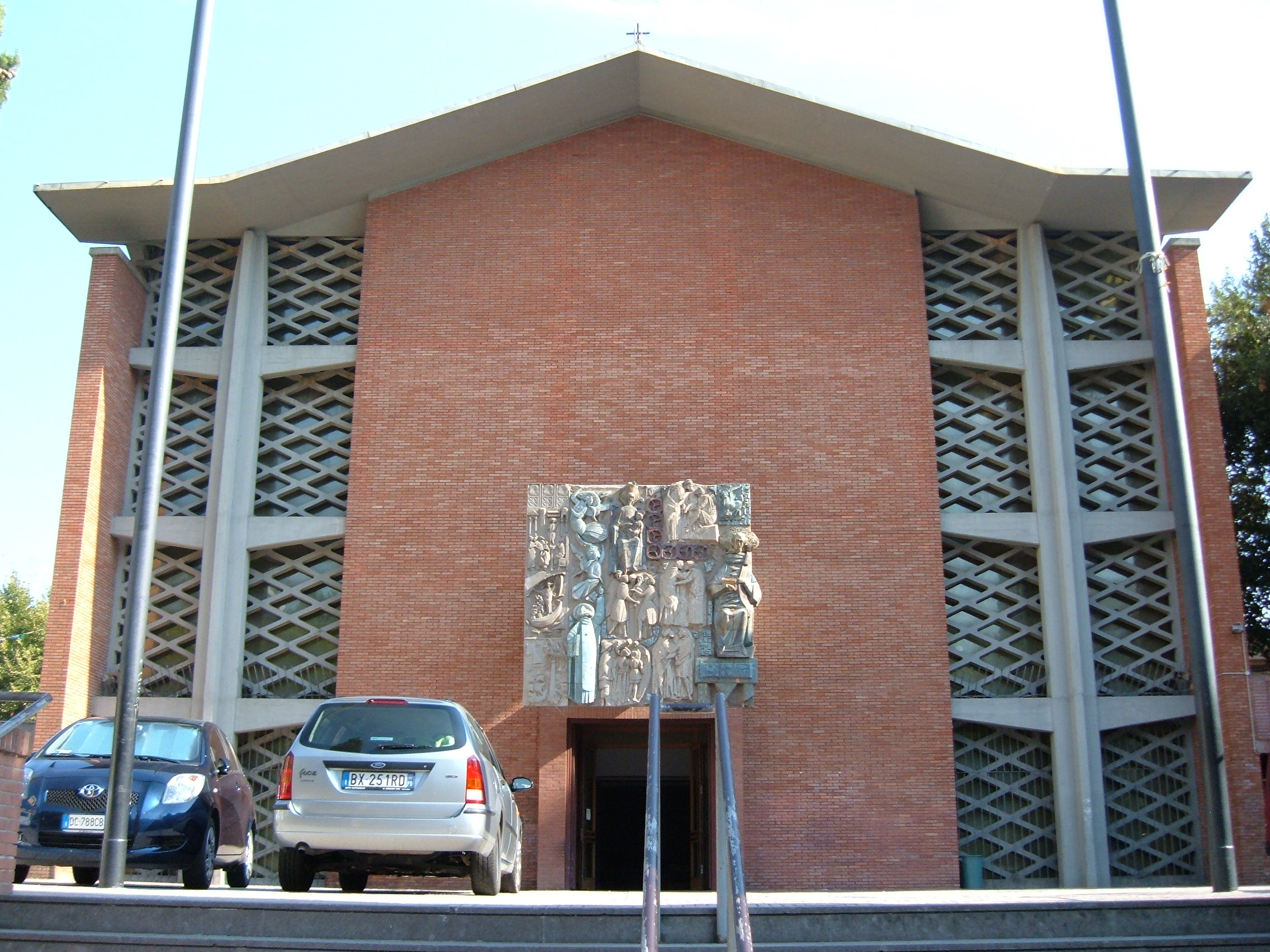
Vista da fachada.

San Luca Evangelista, conhecida também como San Luca a Via Prenestina, é uma igreja titular de Roma localizada na esquina do Largo San Luca Evangelista com a Via Roberto Malatesta, no quartiere Prenestino-Labicano. É dedicada a São Lucas. O cardeal-presbítero protetor do título cardinalício de São Lucas na Via Prenestina é José Freire Falcão, arcebispo-emérito de Brasília.

## História

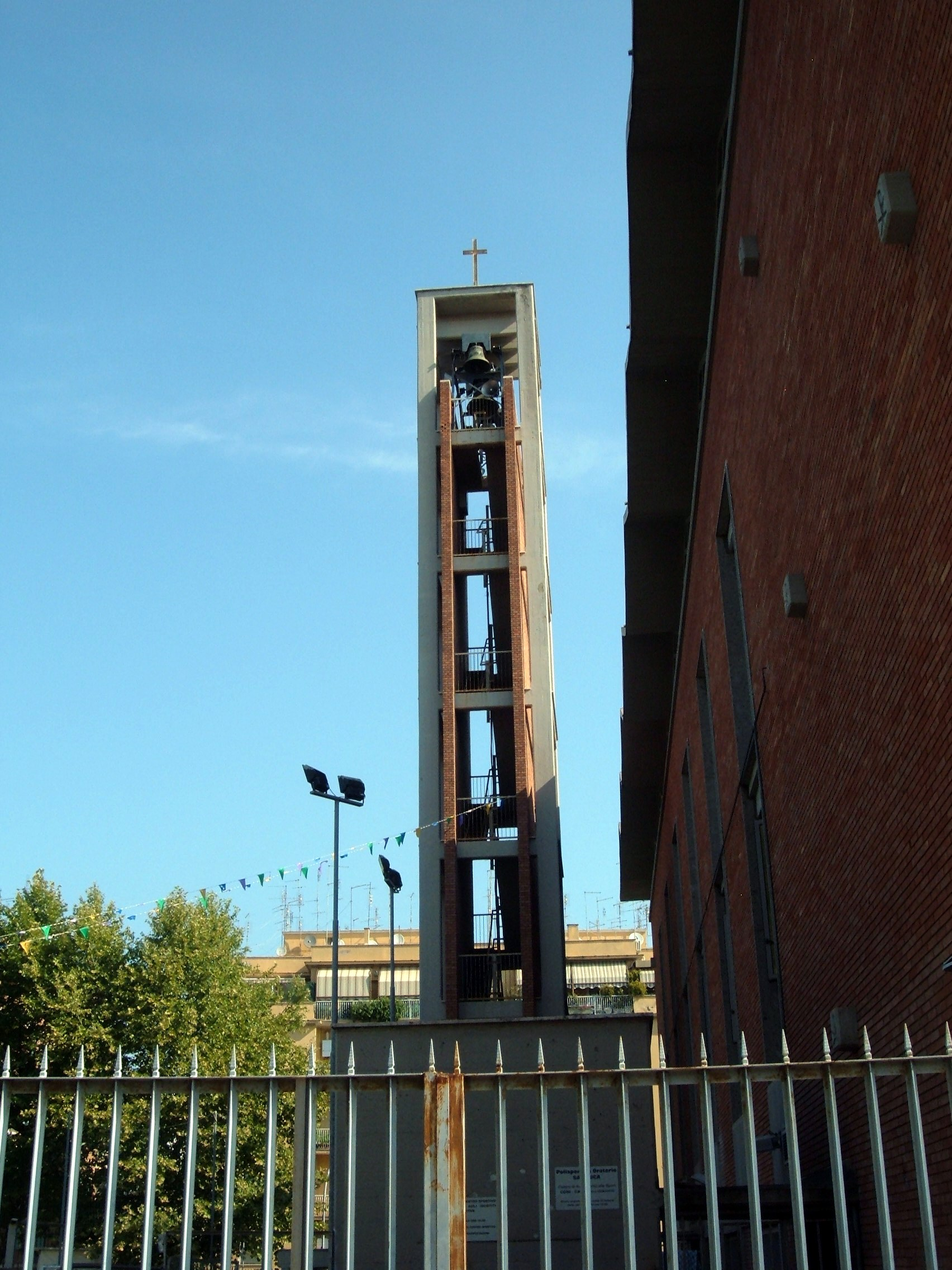
Campanário.

Esta igreja foi construída entre 1955 e 1958 com base num projeto dos arquitetos Lucio e Vincenzo Passarelli; foi inaugurada solenemente pelo monsenhor Luigi Traglia em 20 de junho de 1957. Ela é sede de uma paróquia criada em 2 de janeiro de 1956 através do decreto "Neminem sane latet" do cardeal-vigário Clemente Micara e também do título cardinalício de São Lucas na Via Prenestina, criado pelo papa Paulo VI em 29 de abril de 1969. Em 4 de novembro de 1979, o papa São João Paulo II a visitou.
Em 1996 a estrutura passou por uma grande reestruturação que alterou substancialmente o seu aspecto. Originalmente, a área sagrada do edifício não era subdividida, como é hoje, por um piso horizontal colocado para criar a cripta inferior, o que alterou completamente a divisão dos espaços no interior. Além disto foram acrescentados os belos mosaicos que decoram o interior.

## Descrição
| “ | É uma das primeiras igrejas dos anos cinquenta, que reagiu ao academicismo monumental ainda de fundo fascista e propôs o estilo moderno na arquitetura religiosa, no qual a adoção do concreto armado aparente vai além do significado puramente técnico, impondo-se como fato formal em estreita ligação com o estrutural. | ” |
|   | — Carpaneto, p. 229. |   |

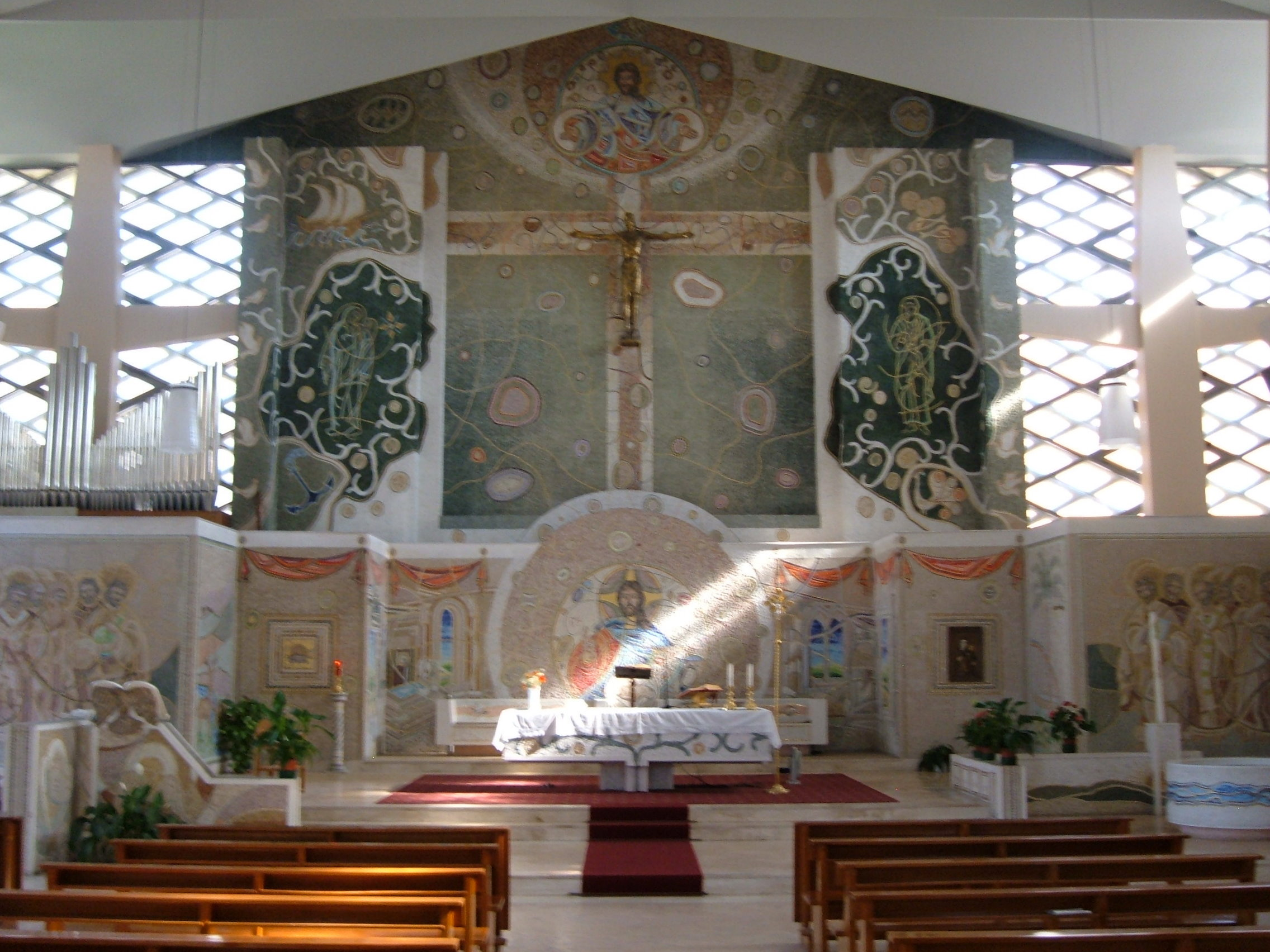
Presbitério.

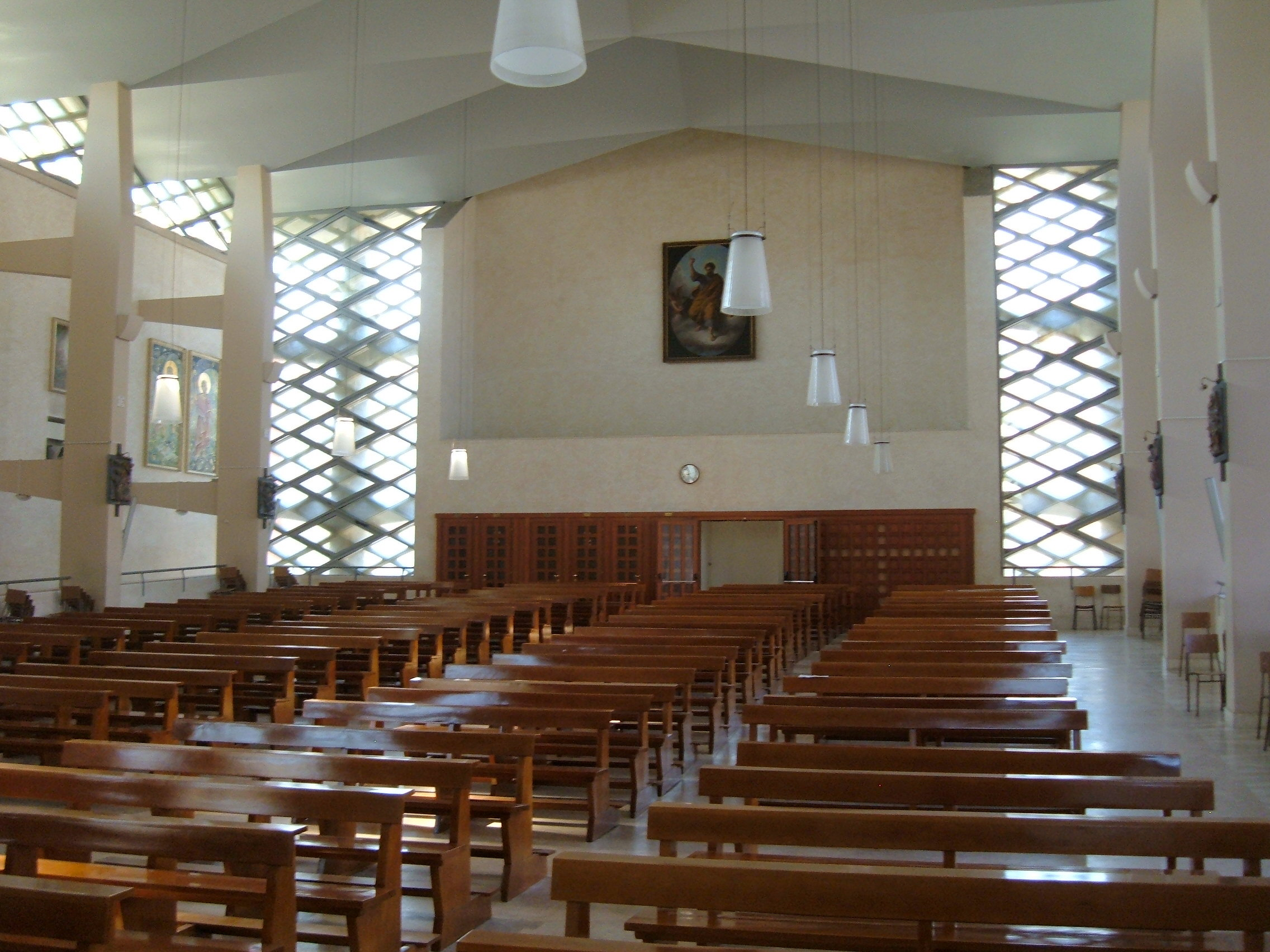
Vista do interior.

A fachada está subdividida em três partes: a central é em tijolos vermelhos e nela se projeta um pórtico avançado decorado com um baixo-relevo em mármore no qual estão representados episódios e figuras bíblicas e históricas; as duas partes laterais, simétricas entre si, são compostos uma grande área envidraçada e entremeada por faixas de concreto que vai do chão ao teto. A igreja é flanqueada por uma alta estrutura campanária. O baixo portal de entrada leva a um átrio a partir do qual se chega diretamente até a cripta e, através de uma rampa central, à igreja acima dela. Cripta e igreja tem pisos ligeiramente descendentes em relação aos seus respectivos altares.
O interior da igreja se apresenta numa planta retangular com três naves separadas por pilares de cimento colocados bem perto das paredes com o objetivo de reduzir ao mínimo as duas pequenas naves laterais e ampliar o espaço da central. Os pulares sustentam as vigas de cimento do teto, cuja estrutura ondulada cria um efeito plástico de movimento e de chiaroscuro.
O presbitério e a parede de funda foram inteiramente recobertos com mosaicos de R. Campanile. Na parede estão representados, no alto, o Espírito Santo e Deus Pai; no centro, uma grande cruz da qual emerge um Cristo de bronze flanqueado por Maria e João. Atrás do edifício está um mosaico de "Cristo Pantocrator Abençoando" flanqueado por representações de elementos arquitetônicos e paisagens em estilo leonardesco. Dos lados dele estão, à direita, um ícone representando a "Virgem com o Menino" e, à esquerda, o sacrário, em cuja porta, também em mosaico, estão representados pães e peixes.
A direita do altar-mor está a fonte batismal, composta por uma bacia circular decorada com um mosaico com motivos aquáticos; à esquerda está um ambão com a representação, também em mosaico, dos símbolos dos quatro evangelistas. Atrás da fonte e do ambão, em dois mosaicos distintos, estão os apóstolos.
Nas paredes laterais estão pendurados quadros com figuras de santos; na nave da direita está uma grande estátua de madeira de São Lucas; na da esquerda estão outras menores de outros santos. Nos pilares da nave estão ainda os pequenos painéis da Via Crucis em cerâmica esmaltada, de Angelo Bianchini. Deste mesmo artista é o tríptico em cerâmica da "Anunciação" na nave da direita.